# 孫瑩瑩
孫瑩瑩（英語：Yen-Yen "Betty"  Sun，1977年1月17日—），為台灣時尚名媛及商人，籍贯臺灣，祖籍河北，生於台北市。

## 生平
孫瑩瑩的父親為前台灣大哥大創辦人、太電集團董事長孫道存；母親為元大證券副董事長何念慈；祖父是中國電纜線之父孫法民。妹妹為名媛孫芸芸，弟弟為孫智宏。
成長期就讀台北美國學校。
2003年嫁給電腦軟體工程師張漢揚，兩人育有1子，由於她常秘密返台，也曾被拍到讓王少偉夜訪香閨，因此婚變傳言始終的不斷。
2008年中更傳出她已離婚，並與小Fu交往，不過她始終不願承認。
2011年與軍火大王李華得的獨子李仕凡訂婚。仍經常參加時尚派對，也成了台灣社交界的新寵兒。
2015年1月17日與交往7年小她6歲的軍火商之子李仕凡在加州比佛利山莊結婚，妹妹孫芸芸、堂妹孫怡及林心兒、林牧潔、楊秀容、蕭亞軒與男友Elory（吳建豪前妻石貞善的弟弟）等出席。。
2021年1月15日宣布與李仕凡離婚。

## 相關
- 微風廣場

## 外部連結
- 孫瑩瑩的微博（页面存档备份，存于）
- 孫瑩瑩的Instagram帳戶